# Gouverneurswahlen in den Vereinigten Staaten 2019
Gouverneurswahlen in den Vereinigten Staaten 2019 fanden am allgemeinen Wahltag am 5. November 2019 statt. In den drei Bundesstaaten Kentucky, Louisiana und Mississippi wurden jeweils die Gouverneure für eine vierjährige Amtszeit gewählt. In Louisiana fand die Hauptwahl am 12. Oktober und eine Stichwahl am 16. November statt.
In einigen Bundesstaaten fanden zeitgleich zudem Staatsparlamentswahlen statt.

## Ausgangslage und Kandidaten
In den drei Staaten, in denen der Gouverneur als Regierungschef der Bundesstaatsexekutive gewählt wird, waren zuletzt 2015 Gouverneurswahlen im allgemeinen vierjährigen Turnus abgehalten worden. Auch die Wahlen 2019 bestimmten die Amtsinhaber für die kommenden vier Jahre. Obwohl bei bundesweiten Wahlen der Kandidat der Republikanischen Partei in allen drei Bundesstaaten in der Regel eine deutliche Mehrheit erhält wurde in allen drei Staaten ein knapper Ausgang erwartet.

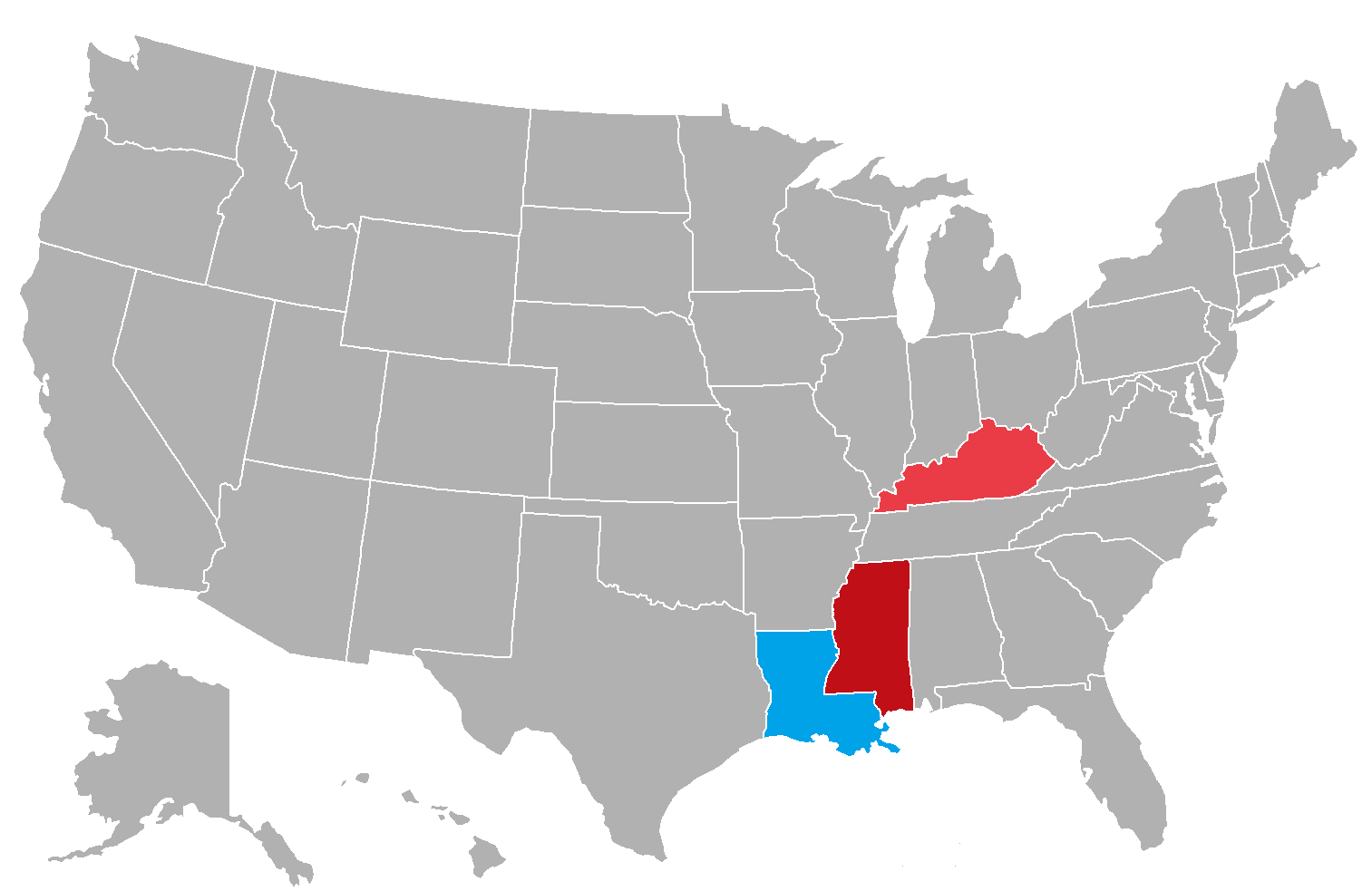
Karte der zur Wahl stehenden Gouverneursposten; hellrot: Republikanischer Amtsinhaber tritt wieder an; dunkelrot: republikanischer Amtsinhaber tritt nicht wieder an; hellblau: demokratischer Amtsinhaber tritt wieder an.

Die Gouverneure von Kentucky, der Republikaner Matt Bevin, und von Louisiana, der Demokrat John Bel Edwards, waren 2015 ins Amt gekommen und traten beide wieder an. Während Bevin im zweiten Quartal 2019 mit 32 Prozent die geringste Zustimmung aller Gouverneure in einer Morning Consult-Umfrage erhielt und sich eng an Präsident Trump anlehnt, waren die Werte für Bel Edwards leicht positiv, obwohl er in einem strukturell republikanisch dominierten Bundesstaat regierte und der einzige demokratische Gouverneur im Deep South und der einzige Demokrat ist, der in Louisiana ein staatsweites Amt bekleidete.
Der bisherige Gouverneur Mississippis, der Republikaner Phil Bryant, darf 2019 wegen Amtszeitbegrenzung nicht wieder antreten; er war 2011 gewählt und 2015 mit großer Mehrheit wiedergewählt worden.
Die parteiinternen Vorwahlen zur Bestimmung des jeweiligen Gouverneurskandidaten fanden am 21. Mai 2019 in Kentucky und am 6. sowie 27. August 2019 in Mississippi statt. In Kentucky setzte sich der Amtsinhaber Bevin auf Seiten der Republikaner durch, während bei den Demokraten der bisherige Attorney General Kentuckys, Andy Beshear, der Sohn des früheren Gouverneurs Steve Beshear, siegte. In Mississippi treten unter anderem der bisherige Vize-Gouverneur Tate Reeves auf Seiten der Republikaner und der langjährige Attorney General des Bundesstaates, der Demokrat Jim Hood, an.
In Louisiana findet eine zweiteilige Wahl statt. Die Vorwahl fand am 12. Oktober 2019 statt, in der mehrere Bewerber verschiedener Parteien gegeneinander antraten (nonpartisan blanket primary oder „jungle primary“). Da keiner der Kandidaten bei dieser Vorwahl die absolute Mehrheit der Stimmen erreichte, kommt es am 16. November 2019 zu einer Stichwahl der beiden Höchstplatzierten. Als aussichtsreich galten im Voraus der demokratische Amtsinhaber Bel Edwards und die beiden Republikaner, Kongressabgeordneter Ralph Abraham und Eddie Rispone. Umfragen sagten ein knappes Rennen voraus, einerseits für Edwards für das Erreichen der 50 Prozent und andererseits um den zweiten Stichwahlplatz zwischen den beiden Republikanern, wobei Eddie Rispone in den letzten Umfragen Ralph Abraham als republikanischen Frontrunner abgelöst hatte. Bei der Wahl erhielt Edwards schlussendlich 46,6 Prozent der Stimmen, Rispone 27,4 Prozent und Abraham 23,6 Prozent. Edwards und Rispone traten also in der Stichwahl gegeneinander an. Diese gewann Amtsinhaber Edwards knapp mit 51,3 Prozent der Stimmen.
In Kentucky unterlag Amtsinhaber Bevin knapp dem Demokraten Andy Beshear, der mit weniger als 10.000 Stimmen Vorsprung die Wahl gewinnen konnte. In Mississippi hingegen setzte sich der Republikaner Tate Reeves durch, wobei sein Ergebnis deutlich unter dem seines Amtsvorgängers Bryant lag.

## Belege
1. ↑  Kyle Kondik: Governors 2019-2020: Democrats try to hold the line in red-state battles. (Memento des Originals vom 9. Dezember 2018 im Internet Archive)  Info: Der Archivlink wurde automatisch eingesetzt und noch nicht geprüft. Bitte prüfe Original- und Archivlink gemäß Anleitung und entferne dann diesen Hinweis. In: Larry Sabato’s Crystal Ball, University of Virginia Center for Politics, 6. Dezember 2018.
2. ↑  Lesley Clark: Gov. Matt Bevin dismisses his low poll numbers, welcomes Trump’s help. In: McClatchy DC, 22. Februar 2019; Steven Shepard: Governor follows Trump script in reelection brawl. In: Politico, 4. August 2019.
3. ↑  Kyle Kondik: Governors 2019-2020: Democrats try to hold the line in red-state battles. (Memento des Originals vom 9. Dezember 2018 im Internet Archive)  Info: Der Archivlink wurde automatisch eingesetzt und noch nicht geprüft. Bitte prüfe Original- und Archivlink gemäß Anleitung und entferne dann diesen Hinweis. In: Larry Sabato’s Crystal Ball, University of Virginia Center for Politics, 6. Dezember 2018; Elizabeth Crisp: Gov. John Bel Edwards officially receives Louisiana Democratic Party endorsement for re-election. In: The Advocate, 9. März 2019.
4. ↑  Daniel Desrochers: It’s Beshear vs. Bevin. Beshear outlasts Adkins in Democratic primary for governor. In: The Lexington Herald Leader, 21. Mai 2019.
5. ↑  Luke Ramseth: Final stretch governor race poll: Reeves leads, but Waller, Foster could force runoff. In: Mississippi Clarion Ledger, 30. Juli 2019; Daniel Strauss: Reeves wins GOP nod for Mississippi governor. In: Politico, 27. August 2019; Thema 2019 Gubernatorial Candidates. In: Mississippi Today.
6. ↑  Kyle Kondik: Governors 2019–2020: Democrats try to hold the line in red-state battles. (Memento des Originals vom 9. Dezember 2018 im Internet Archive)  Info: Der Archivlink wurde automatisch eingesetzt und noch nicht geprüft. Bitte prüfe Original- und Archivlink gemäß Anleitung und entferne dann diesen Hinweis. In: Larry Sabato’s Crystal Ball, University of Virginia Center for Politics, 6. Dezember 2018; Elizabeth Crisp: Gov. John Bel Edwards officially receives Louisiana Democratic Party endorsement for re-election. In: The Advocate, 9. März 2019.
7. ↑  Official Results. Voteportal, abgerufen am 6. November 2019 (englisch).
8. ↑  Official Results. Voteportal, abgerufen am 16. August 2020 (englisch).
9. ↑  Live results: Kentucky General Election 2019. Politico, 6. November 2019, abgerufen am 6. November 2019 (englisch).
10. ↑  Mississippi Governor General Election Results 2019. 6. November 2019, abgerufen am 6. November 2019 (englisch).